# カルロ・マーシ
ルッジェーロ・フレッディ （Ruggero Freddi, 1976年10月6日生まれ）は、イタリアの数学講師であり、カルロ・マーシの芸名で知られている元ゲイ・ポルノ俳優である。

## 初期の人生と教育
フレッディは、1976年にローマの貧しい家庭に生まれた。彼の両親は、彼が3歳のときに離婚した。14歳のとき、彼は地元のジムで運動を始め、熱心にボディービルを練習した。2002年、ローマ・ラ・サピエンツァ大学での修士号取得の第一過程を完了するのと同時期に彼はカナダに移り住み、その後はニューヨークに移った。

## キャリア
2003年、マーシーはローマ・ラ・サピエンツァ大学でコンピューター・エンジニアリングの修士号を取得し、人工知能研究所で働いた。

### ポルノ
2004年、コルト・スタジオ・グループ(CSG) の採用担当者から連絡を受けた後、彼はポルノ映画『ビッグ・ン・プレンティー』に出演しゲイポルノ男優としてデビューした。デビュー後、CSGと専属モデル契約を締結。彼は常に安全なセックスを推進し、イタリアのゲイ・コミュニティと親交を深めてきた。
2006年には、コルト・スタジオ・グループ誕生から40周年を記念して発行されたコーヒーテーブル本のCOLT 40の表紙に選ばれた。
2007年、マーシと彼の将来の夫であるアダム・チャンプはダムロン・メンズ・トラベル・ガイドの2007年版の表紙に選ばれた。
2008年、CSGとCalaexoticは、マーシのペニスを再現したディルドをリリースした。その同じ年、彼は最初で唯一のコルト名誉会員に指名され、彼の契約は生涯にわたるものに延長された。2008年、MasiとChampはAdam Gay Film & Video Directory Magazineの表紙に選ばれた。
ポルノ男優としてのキャリアの最中、彼はChiambretti Night、L'Infedele、Sugoなどの全国的なイタリアのテレビ番組にもゲストとして出演していた。さらに、CSGブランドのプロモーションを行うためにアメリカ、メキシコ、ヨーロッパで行われたいくつかのツアーにも参加した。彼のポルノ・キャリアは28歳から34歳までの6年間にわたって続いた。2009年にコルト・スタジオ・グループと不仲になり、マーシはポルノ業界を引退した。
その後、演劇界に参入。2011年、彼はアンソロジー作品集『ポルノ・フロム・アンディ・ウォーホール・トゥ・Xチューブ』と『ゲイ・ポルノ・ヒーローズ』で取り上げられた。2013年、彼はドキュメンタリーHUSTLABALL BERLIN - A Documentary That Bares All のインタビューを受けた。2014年にはコルトが制作した『へアリー・チェスト・マン』というタイトルのコーヒー・テーブル本に掲載された。

### 演劇
2009年、Andrea Adriatico監督によってサミュエル・ベケットの「アクト・ウィズアウト・ワード」を再解釈した『Senzaparole』で劇場デビューを果たした。ボローニャの劇団Teatri di vita|itとともに上演された。その後、ローマのTeatro India|itでも開催された。

### アカデミア
演劇界での活躍の後、マーシはローマのサピエンツァ大学に戻ることにした。そこで彼は、数学の学士号を満点で取得し、次に修士号を同じく満点で取得した。2020年には博士号を取得した。ローマのサピエンツァ大学で工学、電磁気学、ナノ科学の博士号を取得し、ポアソン方程式に遡るディリクレ問題へのモース理論の適用に焦点を当てている。彼の博士課程の顧問はアンジェラ・ピストイアとマッシモ・グロッシィだった。
博士号を取得している間、彼はローマのサピエンツァ大学工学部で分析1および分析2のコースの講師を務めた。

## メディアからの注目
2017年、ラ・レプッブリカに掲載された記事では、ポルノ俳優としての彼の過去を明らかにし、メディアの注目を集めた。この話題は世界中の多くの新聞に取り上げられた。
2020年、ストレーガ賞受賞作家ウォルター・シッティ がLa natura è innocente – Due vite quasi vereというタイトルの本を出版した。この本は2人の伝記が1つになっており、カーシとともにRuggero Freddiについて扱われている。

## 私生活
2015年、デル・ドラゴとポルトで結婚するが、2016年にデルゴが死去。
イタリアのテレビ番組『ポメリジオ チンクエ』への参加中、彼はパートナーのアダム・チャンプにプロポーズした。彼らのシビル・ユニオンは2018年5月4日に祝われ、ポメリジオ チンクエの中でその模様が生放送された。

## 出演作（一部）
| 年     | 題名                                           | スタジオ                         | 監督                                             |
| ------ | ---------------------------------------------- | -------------------------------- | ------------------------------------------------ |
| 2004年 | ビッグ・アンド・プレンティ                     | コルト スタジオズ                | ジョン・ラザフォード                             |
| 2004年 | マッスルアップ！                               | コルト スタジオズ                | ジョン・ラザフォード                             |
| 2004年 | バックルルース - コレクター・エディション      | コルト スタジオズ                | ジョン・ラザフォード                             |
| 2004年 | eXposed: メイキング・オブ・レジェンド          | コルト スタジオズ                | ジョン・ラザフォード                             |
| 2005年 | ミニッツ・マン23                               | コルト スタジオズ                | ジョン・ラザフォード                             |
| 2005年 | ワイド・ストローク                             | コルト スタジオズ                | ジョン・ラザフォード                             |
| 2006年 | デュアル: テイキング・イット・ライク・ア・マン | コルト スタジオズ                | ジョン・ラザフォード                             |
| 2006年 | マン・カントリー                               | コルト スタジオズ                | ジョン・ラザフォード                             |
| 2006年 | ウォーターバックス 2                           | コルト スタジオズ                | ジョン・ラザフォード                             |
| 2007年 | ネイキッド・マッスル: ニュー・ブリード         | コルト スタジオズ                | ジョン・ラザフォード                             |
| 2007年 | ハワイ                                         | コルト スタジオズ                | ジョン・ラザフォード                             |
| 2007年 | パラダイス・ファウンド (ノー・セックス)        | バックショット・プロダクションズ | スティーブ・ランデスとクリストファー・ウェストン |
| 2009年 | ホット・ボディ                                 | コルト スタジオズ                | ジョン・ラザフォード                             |
| 2009年 | マッスルヘッズ                                 | コルト スタジオズ                | ジョン・ラザフォード                             |
| 2010年 | コルト・アイコン: ルーク・ギャレット           | コルト スタジオズ                | ジョン・ラザフォード                             |
| 2014年 | トップ・ショット                               | コルト スタジオズ                | ジョン・ラザフォード                             |
| 2014年 | トップ・ショット 3                             | コルト スタジオズ                | ジョン・ラザフォード                             |

## 賞
| 年     | アワード             | カテゴリー                          | 映画                                         | 提携           | 結果   |
| ------ | -------------------- | ----------------------------------- | -------------------------------------------- | -------------- | ------ |
| 2005年 | ゲイVNアワード       | 最優秀セックスシーン                | ビッグ・アンド・プレンティ(2004)             | カリム         | 候補者 |
| 2006年 | ヒートゲイ・アワード | 最優秀俳優賞                        | –                                            | –              | 受賞   |
| 2008年 | XBIZアワード         | LGBT パフォーマー・オブ・ザ・イヤー | –                                            | –              | 候補者 |
| 2008年 | GayVNアワード        | ベストセックスシーン                | ネイキッド・マッスル: ニュー・ブリード(2007) | トム・チェイス | 候補者 |

## 参照
- LGBT people in science
- ゲイポルノ映画の俳優一覧

### 引用
1. ↑  Matthews (2018年5月17日). “Interview with Ruggero Freddi”. timeshighereducation.com. 2020年5月26日時点のオリジナルよりアーカイブ。2020年5月21日閲覧。
2. ↑  Siti 2020, p. 72–73.
3. 1 2 3 4 5 6  Morgana (2017年11月11日). “Ruggero Freddi biografia: la storia di Carlo Masi” (イタリア語). WDonna.it. 2019年4月2日時点のオリジナルよりアーカイブ。2020年4月16日閲覧。
4. ↑  Corbelli (2005年6月2日). “Un ragazzo molto Colt – Intervista a Carlo Masi” (イタリア語).   CulturaGay.it. 2019年1月19日時点のオリジナルよりアーカイブ。2020年11月10日閲覧。
5. ↑  Siti 2020, p. 128.
6. ↑  Siti 2020, p. 132–134.
7. ↑  “Facevo il pornodivo per pellicole gay. Oggi sono docente di ingegneria a La Sapienza di Roma” (イタリア語). L'HuffPost (2017年10月27日). 2018年1月6日時点のオリジナルよりアーカイブ。2020年4月16日閲覧。
8. 1 2 3  Giovanna (2017年10月27日). “Porn star turned lecturer earns students' respect” (イタリア語). Corriere della Sera. 2018年4月16日時点のオリジナルよりアーカイブ。2020年3月26日閲覧。
9. ↑  Siti 2020, p. 133–134.
10. 1 2  Arcolaci (2017年10月28日). “Basta col porno, adesso salgo in cattedra” (イタリア語). Vanity Fair. 2017年11月20日時点のオリジナルよりアーカイブ。2020年3月25日閲覧。
11. ↑  Siti 2020, p. 317.
12. ↑  Rutherford, John (2006) (英語). Colt 40. Colt Studio Group. ISBN 978-1-933842-15-8
13. ↑  AVN. “COLT to Celebrate 40th Anniversary AVN”. AVN. 2020年4月22日時点のオリジナルよりアーカイブ。2020年4月17日閲覧。
14. ↑  Gatta, Gina (December 2007) (英語). Damron Men's Travel Guide. Scb Distributors. ISBN 978-0-929435-62-6
15. ↑  XBIZ. “COLT Exclusives on the Cover of Damron Guide” (英語). XBIZ. 2020年4月22日時点のオリジナルよりアーカイブ。2020年4月16日閲覧。
16. ↑  “Carlo Masi Teams With Cal Exotics for Casting”. AVN (2009年3月4日). 2020年4月22日時点のオリジナルよりアーカイブ。2020年4月16日閲覧。
17. ↑  Spencer (2008年4月4日). “COLT Studio Renews Contract with Adam Champ and Carlo Masi” (英語). XBIZ. 2018年5月4日時点のオリジナルよりアーカイブ。2020年4月1日閲覧。
18. ↑   Adam Gay Film & Video Directory Magazine Carlo Masi & Adam Champ 2008 Single Issue Magazine – January 1, 2008.  オリジナルのMay 22, 2020時点におけるアーカイブ。 2020年5月21日閲覧。
19. ↑  “Sugo - Carlo Masi”. YouTube. Template:Cite webの呼び出しエラー：引数 accessdate は必須です。
20. ↑  Magnani (2017年10月26日). “CARLO MASI/ Ruggero Freddi: da porno attore gay a professore all'Università La Sapienza (Pomeriggio 5)” (イタリア語). Il Sussidiario. 2020年4月22日時点のオリジナルよりアーカイブ。2020年4月14日閲覧。
21. ↑  “Porn Actor Carlo Masi attends 'Chiambretti Night' Italian Tv Show...” (イタリア語). Getty Images. 2020年4月22日時点のオリジナルよりアーカイブ。2020年4月14日閲覧。
22. ↑  “Parte il Tour degli uomini Colt: ecco chi ci sarà e le tappe” (イタリア語). Gay.it (2007年11月10日). 2020年4月22日時点のオリジナルよりアーカイブ。2020年4月15日閲覧。
23. ↑  AVN. “COLT Men Ready for Mexican Tour AVN”. AVN. 2020年4月22日時点のオリジナルよりアーカイブ。2020年4月15日閲覧。
24. ↑  AVN. “Europe on Four COLT Exclusives a Day! AVN”. AVN. 2020年4月22日時点のオリジナルよりアーカイブ。2020年4月15日閲覧。
25. ↑  Carradori (2017年11月26日). “I Went From Being A Porn Star to University Lecturer”. vice.com. 2020年5月21日閲覧。
26. ↑  Siti 2020, p. 251-252.
27. ↑  “Riparte con Mary Carbone Saturday Night Live - Affaritaliani.it”. www.affaritaliani.it. 2020年4月22日時点のオリジナルよりアーカイブ。2020年4月15日閲覧。
28. ↑  advertising (2010年11月5日). “Mary Carbone, Giovanni Conversano, Rocco Pietrantonio e George Leonard al Saturday Night Live – MondoReality” (イタリア語). 2020年4月22日時点のオリジナルよりアーカイブ。2020年4月16日閲覧。
29. ↑  Clarke, Kevin (2013) (英語). Porn: From Andy Warhol to X-Tube. Bruno Gmünder Verlag. ISBN 978-3-86787-591-2
30. ↑  “La storia del porno gay in un volume” (イタリア語). Gay.it (2011年9月3日). 2020年4月22日時点のオリジナルよりアーカイブ。2020年4月15日閲覧。
31. ↑  Adams, J. C. (2011) (英語). Gay Porn Heroes: 100 Most Famous Porn Stars. Bruno Gmünder Verlag. ISBN 978-3-86787-169-3
32. ↑  Amos (2014年5月25日). “"HUSTLABALL BERLIN"— A Documentary That Bares All” (英語). Reviews by Amos Lassen. 2014年9月3日時点のオリジナルよりアーカイブ。2020年4月15日閲覧。
33. ↑  Colt (September 2014) (英語). Hairy Chested Men. Bruno Gmunder Verlag GmbH. ISBN 978-3-86787-761-9
34. ↑  “Masi, pornodivo gay per Beckett interpreta un desiderio impossibile - la Repubblica.it” (イタリア語). Archivio - la Repubblica.it. 2014年1月19日時点のオリジナルよりアーカイブ。2020年3月25日閲覧。
35. ↑  Sassi (2010年9月4日). “Ingegnere e porno divo va in scena con Beckett” (イタリア語). Corriere della Sera. 2020年4月14日閲覧。
36. ↑  Trobetta (2010年12月8日). “Il porno o Beckett è tutto spettacolo”. La Stampa. 2010年8月14日時点のオリジナルよりアーカイブ。2020年3月26日閲覧。
37. ↑  “Senza parole - Teatri di vita per Short (hot) Theatre” (イタリア語). Teatro e Critica (2010年9月6日). 2020年4月24日時点のオリジナルよりアーカイブ。2020年3月25日閲覧。
38. ↑  Siti 2020, p. 128-129.
39. 1 2  Siti 2020, p. 315.
40. ↑  Siti 2020, p. 325.
41. ↑  Carradori (2017年11月26日). “I Went From Being A Porn Star to University Lecturer” (英語). Vice. 2020年3月26日時点のオリジナルよりアーカイブ。2020年3月26日閲覧。
42. ↑  Siti 2020, p. 315-316.
43. ↑  “Il prof era un pornodivo: gli studenti lo scoprono su Facebook” (イタリア語). Repubblica Tv - la Repubblica.it (2017年10月26日). 2017年12月5日時点のオリジナルよりアーカイブ。2020年3月26日閲覧。
44. ↑  “Students accidentally discover their maths teacher is a former gay porn star” (英語). Attitude.co.uk (2017年11月6日). 2020年3月26日時点のオリジナルよりアーカイブ。2020年3月26日閲覧。
45. ↑  Matthews (2018年5月17日). “Interview with Ruggero Freddi” (英語). Times Higher Education (THE). 2020年3月26日時点のオリジナルよりアーカイブ。2020年3月26日閲覧。
46. ↑  Siti 2020, p. 318.
47. ↑  Siti 2020.
48. ↑  Serino (2020年3月10日). “Walter Siti mette a nudo la natura (innocente) dell'uomo” (イタリア語). ilGiornale.it. 2020年3月11日時点のオリジナルよりアーカイブ。2020年3月25日閲覧。
49. ↑  Siti 2020, p. 307-308.
50. ↑   Da pornodivo a docente all'Università - Pomeriggio Cinque Video 2020年4月15日閲覧。
51. ↑   Proposta di matrimonio - Pomeriggio Cinque Video 2020年3月25日閲覧。
52. ↑  Besanvalle (2018年5月5日). “Gay porn star couple wed, 12 years on from their first gay sex scene together”. Gay Star News. 2018年7月9日時点のオリジナルよりアーカイブ。2020年3月25日閲覧。
53. ↑  “Matrimonio in diretta a Pomeriggio Cinque, Ruggero Freddi si sposa e Vladimir Luxuria celebra le nozze”. TgCom24. (2018年5月4日).  オリジナルの2018年5月4日時点におけるアーカイブ。 2020年3月25日閲覧。
54. 1 2 3 4 5 6 7 8 9 10 11 12 13 14 15  “Carlo Masi: Gay Erotic Video Index”. www.gayeroticvideoindex.com. 2010年7月6日時点のオリジナルよりアーカイブ。2020年4月16日閲覧。
55. ↑  “XBIZ Awards (2008)”. IMDb. 2020年4月14日閲覧。
56. ↑   Naked Muscles: The New Breed - IMDb 2020年4月14日閲覧。